# Gottfried Sommer
Gottfried Sommer (* 23. Mai 1935 in Elsterberg; † 16. Oktober 2024 in Bergen auf Rügen) war ein deutscher Maler und Grafiker.

## Leben und Werk
Sommer war der Sohn eines vogtländischen Handlungsgehilfen und einer Näherin. Er absolvierte eine Lehre als Dekorationsmaler und nahm bei der mit der Familie befreundeten Malerin Johanna Ehlich-Däberitz (1904–1986) privaten Zeichenunterricht. Von 1952 bis 1955 besuchte er bei Otto Griebel, Werner Hofmann, Eduard Götz und Gerhard Stengel die Arbeiter- und Bauernfakultät für Bildende Künste an der Hochschule für Bildende Künste Dresden (HfBK) und erwarb das Abitur. Danach studierte er von 1955 bis 1960 an der HfBK bei Erich Fraß, Herbert Kunze und Paul Michaelis. Für seine Diplomarbeit schuf er das Tafelbild Sozialfürsorge im Edelstahlwerk Freital „8. Mai 1945“ (Öl auf Leinwand, 137 × 171 cm). Von 1960 bis 1964 war er Meisterschüler von Michaelis.
Er war dann Referatsleiter für Kunst beim Rat der Stadt Dresden und von 1971 bis 1977 Stellvertretender Direktor des heutigen Stadtmuseums Dresden. Danach arbeitete er freischaffend als Maler, vor allem Aquarellist, und Grafiker. Das Erzgebirge und das Elbsandsteingebirge waren häufig Gegenstand seiner Bilder. Schon während des Studiums hielt er sich häufig auf Rügen und vor allem Hiddensee auf. Seit 1998 lebte er mit der Schriftstellerin Ursula Ullrich als freischaffender Künstler in Bergen.
Sommer war bis 1990 Mitglied des Verbands Bildender Künstler der DDR. 1980 wurde er mit der Verdienstmedaille der DDR geehrt.  
Er hatte eine bedeutende Zahl von Einzelausstellungen und Ausstellungsbeteiligungen im In- und Ausland.

## Mitgliedschaften
- 1961 bis 1990 Verband Bildender Künstler der DDR
- Seit 1991 Bundesverband Bildender Künstlerinnen und Künstler Deutschlands
- Ab 1991 Künstlerbund Dresden e.V.; Ehrenmitglied

## Rezeption
„Gottfried Sommers Landschaften, Blumenstillleben oder besser gesagt Blütenkompositionen und nonfigurativen Strukturarbeiten sind assoziationsreiche Bildlandschaften einer neuen, vom Künstler geschaffenen Bildwirklichkeit. Gottfried Sommer beherrscht alle malerischen und grafischen Techniken. Er bevorzugt das Aquarell in seinen mannigfaltigen Variationen.“

„Wenn wir an letzte Zeichnungen und Aquarelle des Künstlers denken, so finden wir eine freie, expressive und keinen formalästhetischen Konventionen verhaftete Formgebung. Und das betrifft auch seine Porträtdarstellungen …“

## Einzelausstellungen (unvollständig)
- 1987: Dresden, Galerie Kunst der Zeit (Aquarelle, Zeichnungen; mit Werner-Hans Schlegel)
- 2005: Granitz, Jagdschloss Granitz (Aquarelle, Zeichnungen)
- 2015: Putbus, Orangerie („Fundstücke. Malerei und Grafik“)
- 2019: Wustrow, Kunstscheune Barnsdorf (mit Robert Metzkes, Margret Schreiber-Gorny und Thomas Trebstein)

## Buchpublikationen mit Bildern Sommers
- Ursula Ullrich: November auf Hiddensee. Druckerei & Verlag Dieter Freund, Dresden 2001, ISBN 3-936477-31-0.
- Ursula Ullrich: Rügen. Inselwege. Druckerei & Verlag Dieter Freund, Dresden 2004, ISBN 3-936477-32-9.